# Маргарита Шотландская (1598—1600)
Маргари́та Шотла́ндская, также Маргари́та Стю́арт (англ. Margaret of Scotland; 24 декабря 1598, Эдинбург — март 1600, Линлитгоу) — шотландская принцесса, дочь короля Якова VI и Анны Датской, родившаяся и умершая до того, как её отец взошёл на английский трон под именем Якова I. Девочка скончалась в возрасте около пятнадцати месяцев из-за болезни.

## Биография
Маргарита родилась в канун Рождества 1598 года во дворце Далкит в Эдинбурге и была второй из четырёх дочерей и третьим ребёнком из семи детей короля Шотландии Якова VI и его жены — принцессы из Ольденбургской династии Анны Датской. По отцу девочка была внучкой королевы Шотландии Марии Стюарт и её второго мужа Генри Стюарта, лорда Дарнли; и Мария, и Генри были потомками английского короля Генриха VII, благодаря чему могли претендовать на английский трон. По матери принцесса была внучкой короля Дании Фредерика II и Софии Мекленбург-Гюстровской.
Крестины маленькой принцессы были отложены до апреля 1599 года, поскольку существовали опасения, что из-за чрезвычайно холодной зимы Маргарита может простудиться во время церемонии и умереть. Яков VI писал одному из своих друзей 10 февраля 1599 года, что «с нетерпением ожидает увидеть его на крестинах дражайшей дочери в Холирудском дворце в воскресенье 18 апреля». Церемония крещения второй дочери короля была весьма пышной. По этому случаю Маргарите и её старшей сестре Елизавете портным Питером Сандерсоном были пошиты новые наряды, обошедшиеся королю в 400 шотландских фунтов.
Новорождённая принцесса вместе с Елизаветой была передана заботам графа и графини Ливингстон в их резиденции — дворце Линлитгоу, располагавшемся в 24 км к западу от Эдинбурга; кормилицей Маргариты стала Хелен Крайтон. Девочка росла здоровым и крепким ребёнком, и её состояние не внушало королевской чете никаких опасений вплоть до марта 1600 года, когда она внезапно заболела. О природе болезни принцессы источники не сообщают, но известно, что к её постели были вызваны аптекарь Александр Барклей и личный врач короля Мартен Шене, которые должны были применить «любые лекарства, медикаменты и другие средства для выздоровления леди Маргариты». Никакие средства не помогли, и Маргарита умерла в марте 1600 года в Линлитгоу. Точная дата смерти принцессы осталась неизвестной.
Для погребения тело Маргариты было облачено в одеяние из фланели, малинового шёлка и флорентийских лент. Затем принцессу перевезли из Линлитгоу в Эдинбург. Современные Якову VI источники не упоминают о месте погребения Маргариты, но историки предполагают, что она была похоронена в королевской усыпальнице в Холирудском аббатстве. Принцесса родилась и умерла до того, как её отец унаследовал английский трон, и соответственно никогда не носила титул принцессы Англии.